# دولووا (سری‌لانکا)
دولووا (به لاتین: Doluwa) یک منطقهٔ مسکونی در سری‌لانکا است که در استان مرکزی (سری‌لانکا) واقع شده‌است.